# الکساندرا، جیمینا ایتاو
الکساندرا، جیمینا ایتاو (به لاتین: Aleksandrów, Gmina Iłów) یک منطقهٔ مسکونی در لهستان است که در Gmina Iłów واقع شده‌است.